# 罗坪乡
罗坪乡，是中华人民共和国湖南省常德市石门县下辖的一个乡镇级行政单位。

## 行政区划
罗坪乡下辖以下地区：
寨垭村、大房峪村、蓝公田村、罗家坪村、大龙坪村、何家峪村、重庆峪村、六房峪村、芭栋村、安溪村、栗子坪村、长梯隘村和红鱼溪村。